# Jang Hye-jin
Jang Hye-jin (en coreano: 장혜진; Busan, 5 de septiembre de 1975) es una actriz surcoreana, reconocida principalmente por su papel como Kim Chung-sook en el galardonado filme Parásitos del cineasta Bong Joon-ho y por participar en algunas películas del director y novelista Lee Chang-dong.

## Biografía
Hye-jin nació en la ciudad de Busan el 5 de septiembre de 1975. Su carrera como actriz inició en la década de 1990, registrando un papel menor en el largometraje de 1998 If It Snows On Christmas. Empezó a ganar repercusión en los medios de su país natal a mediados de la década de 2000 cuando interpretó el papel de Park Myung-suk en la película dramática Milyang bajo la dirección del cineasta y novelista Lee Chang-dong y con su aparición en el seriado My Sweet Seoul de la cadena SBS.
A finales de la década registró apariciones en las películas Marine Boy de Yoon Jong-seok y Poesía del mencionado Lee Chang-dong. En 2016 integró el reparto del filme dramático de Yoon Ga-eun The World of Us y de la película Yongsoon de Shin Joon, antes de interpretar el papel de Jung-hee en el largometraje Mothers de Lee Dong-eun junto a Im Soo-jung, Yoon Chan-young y Lee Sang-hee.
Luego de realizar papeles de reparto en los filmes Adulthood y Youngju y en la serie de televisión Hold me Tight, la actriz logró el reconocimiento internacional al interpretar el papel principal de Kim Chung-sook en la galardonada película de Bong Joon-ho Parásitos, ganadora de cuatro Premios Óscar en 2020 en las categorías de mejor película, mejor director, mejor guion original y mejor película internacional. En el filme encarna a una madre de familia que obtiene el puesto de manera irregular como ama de llaves de una familia adinerada.
Luego de su participación en Parásitos, la actriz figuró en las series de televisión de 2020 A Piece of Your Mind, How to Buy a Friend, True Beauty y Birthcare Center, además de interpretar el papel de Seon-myeong en el largometraje cómico de Choi Ha-na More Than Family junto a Krystal Jung y Choi Deok-moon.
En abril de 2022 se unió al elenco de la serie Green Mothers' Club, donde interpreta a Kim Young-mi, la enemiga de V, una mujer que se enorgullece de ser diferente de las otras madres y tiene un aire de esnobismo. Solo se preocupa por las apariencias externas y se aferra a un sentido de superioridad moral debido a su complejo de inferioridad.

## Filmografía

### Televisión
| Año       | Título                                 | Papel                 | Cadena    | Notas                      | Ref.          |
| --------- | -------------------------------------- | --------------------- | --------- | -------------------------- | ------------- |
| 2008      | My Sweet Seoul                         |                       | SBS       |                            |               |
| 2018      | Hold Me Tight                          | Baek So-jin           | MBC       |                            |               |
| 2019      | Cuando la camelia florece              | Park Young-shim       | KBS2      |                            |               |
| 2019–20   | Aterrizaje de emergencia en tu corazón | Ko Myung-eun          | tvN       |                            | [ 11 ]        |
| 2020      | Hacia el círculo                       | Kim Sam-sook          | KBS2      | Secundario                 |               |
| 2020      | A Piece of Your Mind                   | Madre de Han Seo-woo  | tvN       | Cameo                      | [ 12 ]        |
| 2020      | How to Buy a Friend                    | Cho Pyung-seop        | KBS2      |                            | [ 13 ]        |
| 2020      | Birthcare Center                       | Choi Hye-sook         | tvN       | 8 episodios                |               |
| 2020      | True Beauty                            | Hong Hyun-sook        | tvN       |                            |               |
| 2021      | Hospital Playlist 2                    | Madre de Choo Min-ha  | tvN       | Aparición especial, ep. 10 |               |
| 2021      | Reflection of You                      | Ahn Min-seo           | JTBC      |                            |               |
| 2021-2022 | The Red Sleeve Cuff                    | Dama de la corte Seo  | MBC       |                            |               |
| 2022      | Green Mothers' Club                    | Kim Young-mi          | JTBC      |                            |               |
| 2022      | The Law Cafe                           | Kim Cheon-daek        | KBS2      |                            | [ 14 ] [ 15 ] |
| 2022      | Curtain Call                           | Madre de Seo Yoon-hee | KBS2      |                            |               |
| 2023      | Echándote de menos                     | Hong Young-hee        | ENA       |                            | [ 16 ]        |
| 2023      | Tu tiempo llama                        | Bae Mi-young          | Netflix   | Serie web                  |               |
| 2024      | Urgencias existenciales                | Gong Wol-sun          | JTBC      |                            | [ 17 ]        |
| 2024      | Jeong-nyeon: The Star Is Born          | Han Ki-joo            | tvN       |                            | [ 18 ]        |
| 2025      | Sin máscaras                           | Hong Na-hee           | Disney+   | Serie web                  | [ 19 ]        |
| 2025      | La bruja                               | Oh Mi-sook            | Channel A |                            | [ 20 ]        |
| 2025      | Si la vida te da mandarinas...         | Young-ran             | Netflix   |                            |               |

### Cine
| Año  | Título                   | Papel                   | Ref.   |
| ---- | ------------------------ | ----------------------- | ------ |
| 1998 | If It Snows On Christmas | Secretaria              |        |
| 2007 | Secret Sunshine          | Park Myung-suk          |        |
| 2009 | Marine Boy               | Delegada de inmigración |        |
| 2010 | Poetry                   | Nuera del señor Kang    |        |
| 2012 | Saying I Love You        | Su-ji                   |        |
| 2016 | The World of Us          | Madre                   |        |
| 2016 | Yongsoon                 | Mujer en el restaurante |        |
| 2017 | Mothers                  | Jung-hee                |        |
| 2018 | Adulthood                | Cuñada de Jum-hee       |        |
| 2018 | Youngju                  | Tía                     |        |
| 2019 | Parasite                 | Kim Chung-sook          |        |
| 2019 | The House of Us          | Madre de Seon           |        |
| 2019 | Family Affair            | Mi Jung                 |        |
| 2020 | More Than Family         | Seon-myeong             |        |
| 2023 | Soulmate                 | Madre de Ha-eun         | [ 21 ] |
| 2024 | Love in the Big City     | Madre de Heung-soo      | [ 22 ] |

## Premios y nominaciones
| Año  | Premio                           | Categoría               | Trabajo             | Resultado |
| ---- | -------------------------------- | ----------------------- | ------------------- | --------- |
| 2021 | 2021 MBC Drama Award             | Best Supporting Actress | The Red Sleeve Cuff | Ganó      |
| 2021 | 41st Golden Cinema Film Festival | Best Supporting Actress | More Than Family    | Ganó      |